# Tootgarook
Tootgarook är en del av en befolkad plats i Australien. Den ligger i kommunen Mornington Peninsula och delstaten Victoria, omkring 63 kilometer söder om delstatshuvudstaden Melbourne.
Närmaste större samhälle är Rye, nära Tootgarook. 
I omgivningarna runt Tootgarook växer i huvudsak städsegrön lövskog. Runt Tootgarook är det ganska tätbefolkat, med 129 invånare per kvadratkilometer. Genomsnittlig årsnederbörd är 939 millimeter. Den regnigaste månaden är juni, med i genomsnitt 128 mm nederbörd, och den torraste är januari, med 44 mm nederbörd.